# Vatica granulata
Vatica granulata är en tvåhjärtbladig växtart. Vatica granulata ingår i släktet Vatica och familjen Dipterocarpaceae.

## Underarter
Arten delas in i följande underarter:
- V. g. granulata
- V. g. sabaensis